# Shokat as-Sufi
Shokat as-Sufi, en arabe : شوکت الصوفی, est une municipalité du gouvernorat de Rafah en Palestine. Elle est située dans le sud de la bande de Gaza, au sud de Rafah et à proximité de l'ancien aéroport international Yasser Arafat. C'est l'une des localités les plus pauvres de la bande de Gaza, avec des infrastructures sous-développées.
Selon le recensement du bureau central palestinien des statistiques, la localité compte une population de 16 445 habitants en 2017.